# Čivčije
Čivčije (cyr. Чивчије) – wieś w Bośni i Hercegowinie, w Republice Serbskiej, w gminie Prnjavor. W 2013 roku liczyła 228 mieszkańców.